# Fletcher Island (Antarktika)
Fletcher Island ist eine felsige Insel mit einem Durchmesser von 400 m vor der Georg-V.-Küste im Australischen Antarktis-Territorium. Sie ist die größte der Fletcher-Inseln und liegt 10 km westsüdwestlich des Kap Gray im östlichen Teil der Commonwealth-Bucht.
Teilnehmer der Australasiatischen Antarktisexpedition (1911–1914) unter der Leitung des australischen Polarforschers Douglas Mawson entdeckten und benannten sie. Namensgeber dieser Insel ist Frank Douglas Fletcher (1888–1936), Erster Offizier des Schiffs Aurora bei dieser Forschungsreise.